# Козополянський
Козополянський (рос. Козополяновский; адиг. Козополяновскэр) — хутір Гіагінського району Адигеї Росії. Входить до складу Сергіївського сільського поселення.
Населення — 69 осіб (2015 рік).